# Newton (Iowa)
Pour les articles homonymes, voir Newton.
La ville de Newton est le siège du comté de Jasper, dans l’État de l’Iowa, aux États-Unis. Lors du recensement de 2010, elle comptait 15 254 habitants.

## Démographie
| Groupe            | Newton | Iowa | États-Unis |
| ----------------- | ------ | ---- | ---------- |
| Blancs            | 96,7   | 91,3 | 72,4       |
| Métis             | 1,2    | 1,8  | 2,9        |
| Afro-Américains   | 0,7    | 2,9  | 12,6       |
| Asiatiques        | 0,6    | 1,7  | 4,8        |
| Autres            | 0,4    | 1,9  | 6,4        |
| Amérindiens       | 0,3    | 0,4  | 0,9        |
| Total             | 100    | 100  | 100        |
|                   |        |      |            |
| Latino-Américains | 1,7    | 5,0  | 16,7       |

Selon l'American Community Survey, pour la période 2011-2015, 98,26 % de la population âgée de plus de 5 ans déclare parler anglais à la maison, alors que 0,75 % déclare parler une langue chinoise et 1,0 % une autre langue.

## Presse
Le journal local est le Newton Daily News.

## Source
- (en) Cet article est partiellement ou en totalité issu de l’article de Wikipédia en anglais intitulé « Newton, Iowa » (voir la liste des auteurs).

1. ↑  (en) « Population of Newton, Iowa - Census 2010 and 2000 », sur censusviewer.com.
2. ↑  (en) « Population of Iowa - Census 2010 and 2000 », sur censusviewer.com.
3. ↑  (en) « Language spoken at home by ability to speak English for the population 5 years and over », sur factfinder.census.gov.